# Álamos

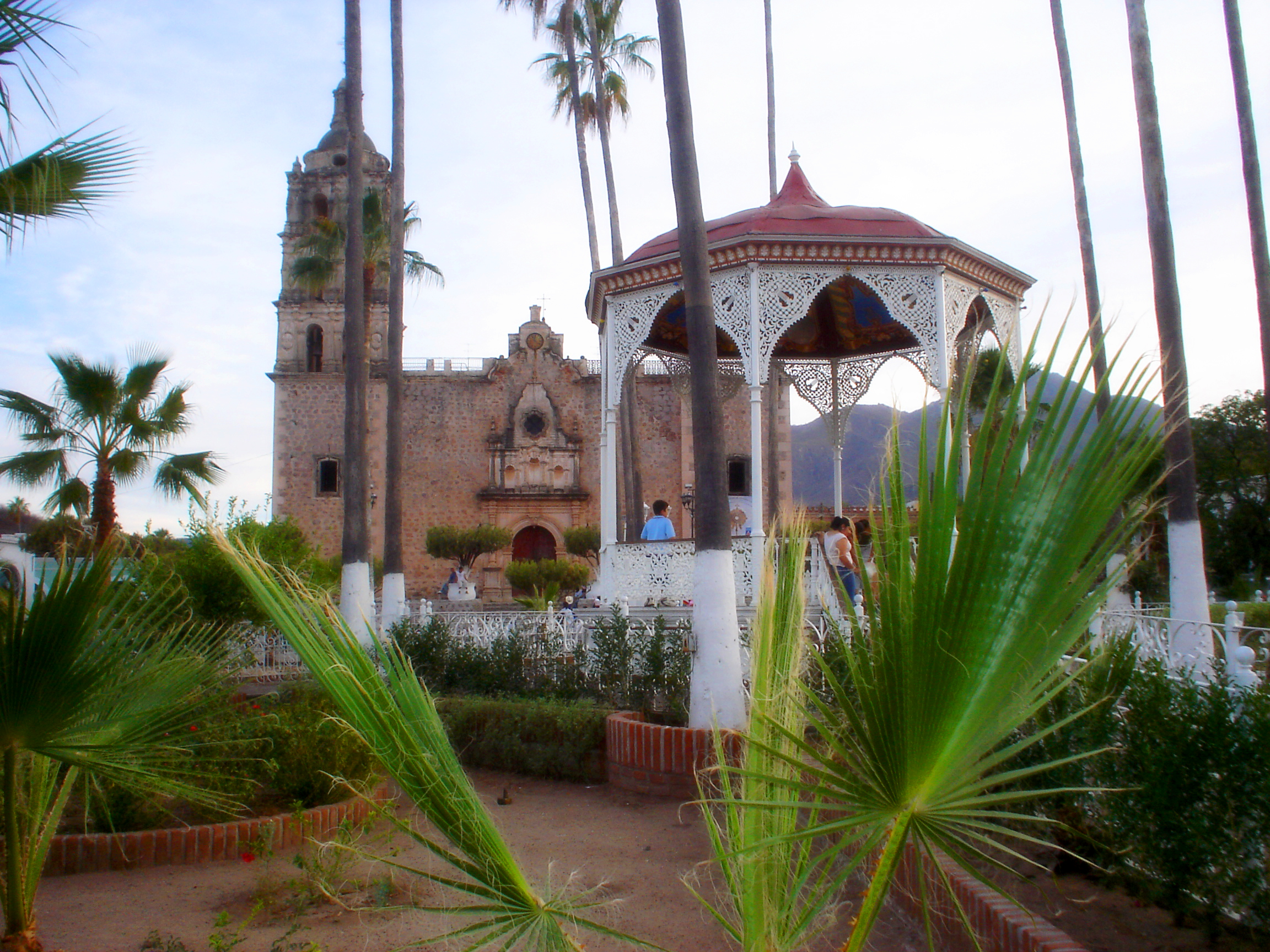
Plaza de Alamos, 2006

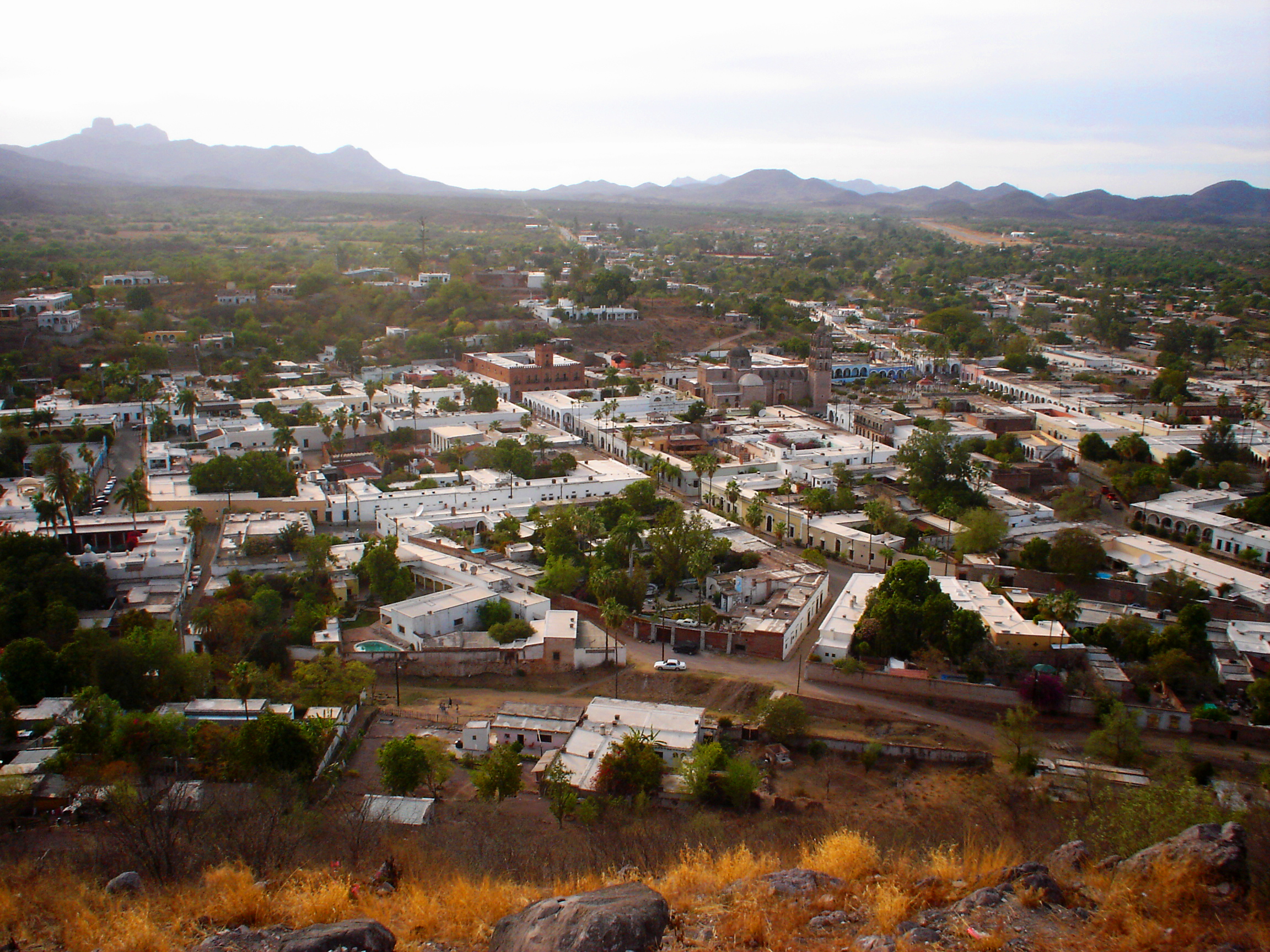
Vy över Alamos från mirador

Álamos är en stad i kommunen Álamos i delstaten Sonora, Mexiko, grundades i slutet av 1600-talet efter att man gjort silverfynd i regionen. Den fick sitt namn efter konkvistadoren Francisco Vásquez de Coronado, och blev huvudstad i den omkringliggande regionen. Alamos är den nordligaste 'Silverstaden' i Mexiko och fastän den har mycket gemensamt, arkitektoniskt, med Mexikos andra 'Silverstäder' har den inte  gett efter för storskalig kommersialism utan har behållit charmen och äldre tiders anda. Många författare och konstnärer har tyst gjort Alamos till sin stad. 
Álamos ligger i sydöstra Sonora och 396 km från delstatshuvudstaden Hermosillo, 54 km från Navojoa via Carretera Estatal de Sonora 162, och 663 km från norra gränsstaden Nogales. Den angränsar till delstaten Chihuahua i öster och delstaten Sinaloa i söder. Kommunens befolkning är 24 493 och arealen 6 947,27 km². Medeltemperaturen är omkring 14 °C; med ett maximum på 47 °C.
Álamos är känd som "La Ciudad de los Portales".  Alamos har ett stort antal byggnader som uppvisar klassisk arkitektur från Mexikos koloniala period, däribland Plaza de Armas (Vapentorget), Kyrkan La Purísima Concepción, La Capilla och Palacio Municipal ("stadshuset"). De enorma rikedomen skapad genom silver brytet i närliggande gruvstäderna La Aduana, Minas Nuevas och San Bernardo gjorde det möjligt för grundarna och invånarna i Alamos att bygga en mängd koloniala spanska stadshus, där många har rivits i början av 1900-talet och ersatts med vyer som amerikanarna som hade köpt ruinerna trodde koloniala magnater ville ha som hem. Trots dess tilltalande stadsbild finns inte många ursprungliga byggnader kvar från koloniala eran. Alamos ekonomi har sedan länge låg, och har till största delen bidragit till minskningen av invånare och företagandet. Ändå har de senaste åren stort intresse växt fram inom "fågelskådning." och många entusiaster kommer hit årligen. Den sanna industrin i form av koppar- och silverbrytningen har utvecklats under de senaste tre åren inom i huvudsak två områden, silverbrytning i Cerro Coloradoregionen söder om Alamos och kopparbrytning i Piedras Verdes i nordväst. Sierra de Alamos ekologiska reservat, erbjuder betydande möjligheter för fågelskådare. Cirka 16 km västerut ligger Adolfo Ruiz Cortinez damm och reservoar känd som “El Mocúzarit”, vars vatten bevattnar 320 km². Boskapsuppfödningen är säsongsvis och minskar på grund av utarmade betesmarker. Ett antal kyckling- och grisfarmar, kallade "granjas," bidrag betydligt till ekonomin.
Många festivaler och "fiestas" hålls under året, mest anmärkningsvärd är Festival of Dr. Alfonso Ortiz Tirado ("FAOT"), som besöks av många nationella och internationella musiker och kändisar. Dr. Alfonso Ortiz Tirado, född i samhället 1894, fick erkännandet att vara "El Tenor de las Américas" (tenoren i Amerika). En imponerande utställning av Ortiz Tirado finns i Museo Costumbrista, beläget framför och öster om Plaza de Armas. Den årliga Festival Alfonso Ortiz Tirado är ett nio dagar långt arrangemang som äger rum årligen i Alamos i slutet av januari.

## Kända personer födda i Álamos
- María Félix, filmskådespelare
- Félix María Zuloaga, soldat, politiker
- Arturo Márquez, kompositör
- Alfonso Ortiz Tirado, läkare, tenor och filantrop
- Joaquin Murrieta (ca.1829-1853?), bandit i Kalifornien; men staden Quillota, Chile, hävdar att han föddes där.

## Vänorter
- Scottsdale, Arizona, USA